# ایسمائل بلانکو
ایسمائل بلانکو (اسپانیایی: Ismael Blanco‎؛ زادهٔ ۱۹ ژانویهٔ ۱۹۸۳) بازیکن فوتبال اهل آرژانتین و با نژادی مصری است.
از باشگاه‌هایی که در آن بازی کرده‌است می‌توان به لگیا ورشو، آ. ا. ک آتن، باشگاه فوتبال لیبرتاد، لانوس و مونیخ ۱۸۶۰ اشاره کرد.